# Tage der Finsternis (1988)
Tage der Finsternis (russisch Дни затмения, transkribiert Dni satmenija) ist ein preisgekrönter sowjetischer Spielfilm aus dem Jahr 1988 des Regisseurs Alexander Sokurow. Das Drehbuch schrieben Juri Arabow und Pjotr Kadotschnikow nach dem Science-Fiction-Roman Milliarden Jahre vor dem Weltuntergang von Arkadi und Boris Strugazki (russisch «За миллиард лет до конца света»).

## Handlung
Dmitri Maljanow, ein junger Arzt, der aus Gorki stammt und erst kürzlich in Moskau sein Examen gemacht hatte, hat auf eigenen Wunsch eine Stellung in der Stadt Krasnowodsk (heute Türkmenbaşy) in der Turkmenischen SSR, einer abgelegenen, heißen und sehr armen Region der Sowjetunion, angenommen. Er versorgt Patienten in der Stadt, als auch in den Steppen Turkmeniens, sowie in einer psychiatrischen Klinik. Neben seiner täglichen Arbeit als Kinderarzt erforscht Maljanow die Auswirkungen religiöser Gebräuche auf die menschliche Gesundheit. Dabei kommt er zu dem Schluss, dass Religion und der Glaube an Gott tatsächlich die Gesundheit der Gläubigen verbessern können. Bei dem Versuch, seine These aufzuschreiben, kommt es zu einer Folge von seltsamen, bizarren Ereignissen und Maljanow gelangt zu der Ansicht, dass eine unbekannte Kraft ihn daran hindert, seine Forschung abzuschließen.
Eines dieser seltsamen Geschehnisse ist die Lieferung eines Paketes, welches er nicht bestellt hatte. Der Paketbote entwendet beim Gehen einen Stapel Manuskriptseiten seiner Untersuchungsergebnisse und lässt die Blätter auf dem Hof fliegen. Etwas später kommt Alexander Wetscherowski, ein Geologe und Einheimischer zu Besuch, der einzige wahre Freund Dmitris in dieser Stadt. Während der, an einem vergitterten Fenster sitzend, genüsslich ein Baguette isst, kommt von außen ein großer Waran immer näher, dem er den Namen Joseph gegeben hat und will etwas von dem Gemüse abhaben. Nun packt Dmitri das zuvor erhaltene Paket aus und findet darin einen großen, in Gelee verpackten Hummer. Alexander möchte nun wissen, was ihn in diese verlassene Gegend getrieben hat, weil er doch ein Russe ist und bekommt zur Antwort, dass er sich an Gorki kaum noch erinnert, obwohl ihm seine Schwester ständig schreibt, dann war er sechs Jahre in Moskau, doch hier fühlt er sich freier. Nur wenn seine Patienten Turkmenisch mit ihm reden, wird er wütend und stellt sich stumm, da er die Sprache nicht richtig versteht. Hier hat er auch festgestellt, dass die Zahl der Erkrankungen bei den Einwohnern, fünf Mal höher liegt, als bei den Altgläubigen. Dann bringt er Alexander noch ein Stück des Wegs.
Als er nach Hause kommt, sitzt Dmitris Schwester in seinem Zimmer. Sie hat ein Telegramm von ihm bekommen, das er jedoch nie geschickt hat. Auch sie fragt ihn, was er in dieser Gegend verloren hat und warum alles so dreckig und unaufgeräumt ist. Als sie in das Schlafzimmer geht, schreit sie laut auf, da sie eine Riesenschlange auf dem Fußboden sieht. Mit dem Hinweis, dass diese Schlange Eva in Versuchung gebracht hat, legt er sie sich über die Schulter und bringt sie aus dem Zimmer. Hier trifft er auf den Militäringenieur Snegowoi, mit dem er in dessen Wohnung geht, da der ihm ein Buch gibt, das er jedoch noch einmal gegen eines mit seinen persönlichen Bemerkungen austauscht. Snegowois Fragen sind etwas verwirrend, so will er wissen, ob Dmitri an einer geheimen Sache arbeitet, was dieser jedoch verneint, denn seine Forschungen sind rein privater Natur und außergewöhnliches in seinem Umfeld hätte er in der letzten Zeit nicht festgestellt. Wieder zu Hause angekommen, stellt er fest, dass die Erde bebt und äußert die Vermutung, dass jemand gegen ihn sein muss. Dann unterhält er sich noch eine Zeit mit seiner Schwester, die ihm vorwirft, ein Egoist zu sein, da er unter dem Vorwand seine Studien fortzuführen, nicht wieder nach Gorki zurückgekommen ist. Deshalb musste sie weiter die Mutter pflegen und konnte deshalb den Mann nicht heiraten, den sie liebte, da der in Kiew lebte.
Am nächsten Morgen ist die Wohnung Snogowois voller Polizei und medizinischen Personal, da der sich in der Nacht selbst erschossen hat. Dmitri kann nur noch zusehen, wie er mit dem Leichenwagen abtransportiert wird und fährt mit seinem Fahrrad eine längere Zeit durch die Gegend, um sich abzulenken. Zurück in seinem Büro, findet er einen Briefumschlag mit Geld von seiner Schwester, die inzwischen überraschend wieder abgereist ist. So setzt er sich an seine Schreibmaschine und als es an der Tür klingelt, öffnet er und wird umgehend von einem Mann in Uniform mit einer Kalaschnikow bedroht, der behauptet, ihn zu einem Reservistenlehrgang abholen zu wollen. Doch schnell stellt es sich heraus, dass es sich um den desertierten Offizier der Sowjetarmee Gubar handelt, der schon längere Zeit gesucht wird. Er will nur bis zum Abend bleiben und dann weiterziehen. Doch er muss schon früher das Haus verlassen, denn durch seine Warnschüsse auf Dmitri hat er sein Versteck verraten und die Suchkommandos der Armee sind ihm auf der Spur. In den naheliegenden Bergen wird Gubar eingekesselt und erschossen, was Dmitri aus nächster Nähe beobachtet. Da der keine Ruhe finden kann, fährt er mit dem Fahrrad zum Leichenschauhaus, um sich den Leichnam Snegowois anzusehen. Dieser dreht sich plötzlich zu ihm um und beginnt zu sprechen. Das sei hier kein Ort für Lebende und für ihn ist es sehr qualvoll, wenn Arme und Beine nicht mehr gehorchen. Außerdem ist allen Menschen der Kreis beschieden, aus dem man nicht ausbrechen darf, denn sonst kommen die Wächter und stellen ihre Ordnung wieder her. Man ahnt nicht, welche Wächter man weckt und welche Macht man gegen sich richtet. Jetzt, da Snegowoi mit Dmitri spricht, stößt er ihn dadurch für immer ins Verderben, denn jetzt ist sein Platz neben ihm.
Umgehend begibt sich Dmitri zu seinem Freund Alexander, um das soeben erlebte mit ihm gemeinsam auszuwerten, denn die Angelegenheit hat ihn sehr stark mitgenommen. Als Alexander für kurze Zeit das Zimmer verlässt, findet Dmitri ein Buch mit Bildern von Adolf Hitler und blättert darin, während im Radio eine Rede von Leonid Breschnew an die Komsomolzen übertragen wird. Aus der Wohnung kann man auf das Kaspische Meer blicken und Dmitri stellt fest, dass er noch nie am Schwarzen Meer war. Doch Alexander war bereits vor langer Zeit dort und fügt dazu, dass nur wenige dort sind, wo sie sein könnten und müssten. Sein Großvater starb in der Nähe seines Geburtsortes unweit von Jalta. Als sein Vater starb, bemühte sich seine Mutter bei Simferopol als Ingenieurin um eine Zuzugserlaubnis, die sie aber ebenso wenig, wie eine Arbeit bekam. Nur durch den Verkauf von Gemüse aus ihrem Garten konnte sie die Familie am Leben erhalten. Der einzige Grund für die und andere Schikanen, war ihre Zugehörigkeit zu den Krimtataren. Alexander erzählt, dass bei der Umsiedlung die Hälfte der Völker umgekommen ist. Wegen dieser Umsiedlungen sind auch seine jetzigen Eltern hier in Turkmenien, denn als Wolgadeutsche hatten sie das gleiche Schicksal. Sie hinterließen ihm das Haus, in dem er jetzt wohnt und zogen an das andere Ende der Stadt.
Als Dmitri wieder in seinem Büro ankommt, liegt auf dem Hof, vor seiner Tür, ein kleiner Junge, der Hunger hat. Erst wird er gründlich gewaschen und dann gibt es etwas zu essen. Zu dieser Zeit wird im Radio eine katholische Messe aus Rom übertragen. Der Junge erzählt, dass er sehr krank ist. Wenn er Dmitri anschaut, kann er zusehen, wie der altert. Er möchte auch nicht, dass seine Eltern gesucht werden, denn Dmitri ist daran schuld, wenn er von ihnen wegen seiner Forschungen verprügelt wird. Nach dem Gespräch nimmt Dmitri einen großen Teil seiner Niederschriften, geht damit auf die Straße und verbrennt sie, um Frieden zu schaffen. Doch er denkt um und kann einen Teil davon noch vor den Flammen retten. Wieder im Büro, kommt der kleine Junge hinzu und wird von Dmitri untersucht. Am Nachmittag will er mit ihm zum Augenarzt gehen, doch der Junge sagt ihm, dass er nicht dazu kommen wird. Dann klingelt es an der Tür und der Junge weiß sofort, dass er abgeholt wird. Dmitri wehrt sich dagegen, kann jedoch nichts unternehmen, da der Vater mit dem Kind, wie mit einem Engel, im Himmel verschwindet.
Dmitri fährt in seiner Verwirrung wieder zu Alexander, um sich über das Erlebte auszutauschen. Der hat bereits Besuch von seinem ehemaligen Geschichtslehrer Gluchow und gemeinsam betrachten sie einen mysteriösen Kabelbrand in der Wohnung, während Gluchow auf Dmitri einredet, sich nirgendwo einzumischen und einfacher zu leben. Als das Telefon klingelt, bittet Gluchow inständig, nicht den Hörer abzunehmen, aber als Dmitri den Hörer abnimmt und sich meldete, wird auf der anderen Seite aufgelegt. Als es dann an der Haustür klingelt, soll die Tür auch nicht geöffnet werden, doch es ist Marina mit ihrem Kind, die nur den verwirrten Gluchow abholen will, da er sonntags nicht weggehen sollte.
Ohne Dmitri zu benachrichtigen, beschließt Alexander diese unwirkliche Gegend für immer zu verlassen und in die Heimat seiner Eltern zu ziehen. Doch Dmitri bekommt das mit und begleitet seinen Freund auf dem Weg zum Hafen, wo der auf eine Fähre steigt. Kurz vor der Abfahrt des Schiffes übergibt Alexander seine Tagebücher und bittet Dmitri, seine Stiefeltern über seine Abreise zu informieren, da auch sie nicht Bescheid wissen. Gegenseitig versichern sie sich ihrer Freundschaft, bis sie endgültig getrennt sind und Dmitri blickt dem Schiff noch lange hinterher.

## Produktion und Veröffentlichung
Tage der Finsternis war Alexander Sokurows dritter Spielfilm. Die Premiere fand am 14. Mai 1988 im Moskauer Dom Kino, dem Haus des sowjetischen Filmverbandes statt. Die erreichte Zuschauerzahl in der Sowjetunion wird mit 700.000 angegeben. Obwohl es ein zweiteiliger Film ist, wurde er meistens in einer Vorstellung aufgeführt. Ein großer Teil der Rollen wurde von Laiendarstellern gespielt. Eine erste Aufführung in Deutschland ist für den 6. Juli 1991 im Berliner Kino Arsenal nachzuweisen, Eine erste Fernsehausstrahlung erfolgte bereits am 18. Dezember 1989 mit dem Titel Tage der Sonnenfinsternis durch den Fernsehsender S 3.
Alexander Sokurow widmete den Film der Leningrader Ärztin Ljudmila Jakowlewna Rusinowa.

## Rezensionen
Nach 12 Jahren sprach der Drehbuchautor Juri Arabow über die Arbeit an dem Film:

„… Eine seltsame Geschichte über eine Handvoll Europäer, die in einem muslimischen Land ausgesetzt wurden. Sie verstehen dieses Land nicht, verstehen dieses Volk nicht, und dieses Volk versteht sie nicht. Und diese letzten Europäer verschwinden nach und nach aus dieser fremden Stadt, die im Sand ertrunken ist. ‚Tage der Finsternis‘ und ‚Der zweite Kreis‘ — das Beste aus unserer Zusammenarbeit mit Sokurow. Auf jeden Fall liebe ich diese Filme mehr als andere …“

Das Lexikon des internationalen Films sagt es zusammenfassend mit einem Wort: Sehenswert.

## Biografischer Hintergrund

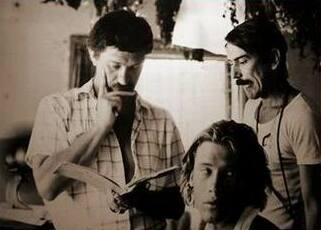
Sokurow, Ananischnow und Jurisditski während einer Drehpause (Krasnowodsk, Sommer 1987)

Der Regisseur Alexander Sokurow verbrachte in dieser Stadt seine Kindheit. Sein Vater diente als Offizier in der Garnison von Krasnowodsk, seine Familie zog viele Male um. Alexander Sokurow begann sein Studium an einer polnischen Schule und absolvierte sein Studium in Turkmenien.
Als Sokurow die Erzählung der Strugazkis las, brachte sie ihn auf die Stadt seiner Kindheit, «rief im Unterbewusstsein die Erinnerung an eine besondere Welt wach, in der Menschen verschiedener Nationalitäten lebten, jedoch eigentlich in einem totalen kulturellen Vakuum existierten, das selbst den anspruchslosesten Menschen zur Verzweiflung bringen konnte».
Aus den Empfindungen der Kinder folgt die Wahl der Ausdrucksmittel. Der Regisseur benutzt in der akustischen Atmosphäre neben dem Russischen auch turkmenische, armenische, aserbaidschanische und burjatische Sprachfetzen – wenn Maljanow von dem Engel heimgesucht wird, erklingt im Radio eine katholische Messe aus Rom, wenn Wetscherowski von den Krimtataren erzählt, ist ein russisches Volkslied zu hören, wenn er in der Wohnung der hierher verbannten Wolgadeutschen ein Buch mit Hitlerfotos durchblättert, ertönt eine Rede Breschnews vor Komsomolzen und Das Wandern ist des Müllers Lust. Bilder des Verfalls und der Degeneration füllen die zwei Teile des Films: mittelasiatischer Basar und eine psychiatrische Anstalt, ein Wettbewerb für Volksmusik und leere
Straßen, eine Hochzeit und militärische Ausbildung … Fast wahnhafte Empfindungen, Halluzinationen, an der Grenzlinie zwischen dem Morgen- und dem Abendland. An der Grenze zwischen Kindheit und Tod.

## Produktion
Das Drehbuch weicht in weiten Teilen von der Romanvorlage ab; offenbar geschah dies mit dem Einverständnis der Autoren, die im Abspann genannt werden. Der Film, in dem sich Dokumentarisches und Spielfilmelemente mischen, wurde abwechselnd in Schwarzweiß und in Farbe im 35-mm-Format gedreht.  Für den Kameramann Sergeij Jurisditski war es einer von fünf Filmen, die er zusammen mit Sukorow drehte. Mit Juri Khanon hatte Sukorow bereits 1978 für seinen Examensfilm für das Gerassimow-Institut für Kinematographie zusammengearbeitet, der Film wurde aber als Abschlussarbeit abgelehnt. 1988 entstand eine restaurierte Fassung, für die Krzysztof Penderecki die Musik schrieb und die beim Locarno Festival mit einem Bronzenen Leoparden ausgezeichnet wurde.

## Meinungen und Versionen
Das sagte der Regisseur selbst über seine Arbeit: „Der Film wurde in der Stadt Krasnowodsk in West-Turkmenien gedreht. West-Turkmenien ist unter polit-ökonomischen und humanitären Gesichtspunkten eines der kompliziertesten Gebiete unseres Landes. Hier gibt es keine gefestigte, angestammte Kultur – alles ist vermischt. Der Russe begreift nicht, dass er ein Russe ist. Der Turkmene, dass er ein Turkmene ist. Keine der nationalen Gruppen hat die Chance, sich in ihrer geistigen Identität zu verwirklichen. Alles existiert parallel unter den Bedingungen sinnloser Wechselwirkung und gegenseitiger Unterdrückung. Das versuchten wir in dem Film wiederzugeben.“
Etwas anders sah es der Filmkritiker Timofejewski: „Tage der Finsternis versteht sich als apokalyptischer Film und als ein kulturpolitisches Phänomen zugleich. Seine deutliche messianische Note rief in der sowjetischen Öffentlichkeit konträre Reaktionen hervor: Tage der Finsternis versteht sich als Botschaft an die staunende Menschheit. Ein Mann, vielleicht Arzt, vielleicht auch Schriftsteller, gelangt nach Mittelasien, wo er eine Folge abstrakter Bewährungsproben zu durchlaufen hat: wider Angst, Hass, Tod, Einsamkeit, Freundschaft, ein Kind plus Asien als Metapher für die fremde Welt. Im Verlauf dieses eigentümlichen Erziehungsromans führt der Held Gespräche über das Schicksal der Krimtataren und demonstriert seinen mächtigen, entblößten Körper. Am Ende vereinigt er sich mit dem Weltall, zu Schumanns Musik. Es hätte ein bemerkenswerter Streifen über die unausgesprochenen (homo)sexuellen Sehnsüchte eines jungen Mannes werden können, wenn das Ganze nicht so sehr auf missionarische Kothurne gehoben worden wäre... Sokurow griff viel von Tarkowski auf. Was er glücklicherweise vermied, sind dessen tragische Zweifel. Er ist ohne Frage von seiner Mission eines Propheten überzeugt und sendet Botschaften an die Menschheit aus, dabei gerinnen zwangsläufig einige stilistische Methoden Tarkowskis zur Selbstparodie, und der Autorenfilm wird zu einem neuen Genre …“
Diese Ansicht widerspricht einer anderen, die vom Filmkritiker Shmyrow geäußert wurde: „Der Schatten der Apokalypse hängt schon lange über unserer Kinematografie. Ich meine nicht die konjunkturbedingten Briefe eines Toten, sondern die letzten Filme Tarkowskis, Rechwiaschwilis, Abdraschitows Parade der Planeten, in denen sich das fatalistische Empfinden von Gegenwart und Geschichte zu einer Erwartung der Apokalypse — als Vergeltung und tragische Befreiung — verdichtete. Naiv wäre es, die Sokurow eigene missionarische Note aus seiner Unfähigkeit zur ironischen Selbstreflexion zu erklären. In Tage der Finsternis fand Sokurow für das atavistische Stagnationsbewußtsein eine dichte Metapher. So kann man das Leben des Helden sehen, der aus dem Alltag in die turkmenische Wüste mit ihrer Selbstversenkung floh, wo die Existenz nur möglich wird auf einer engen Erdfläche — zwischen dem heuchlerischen Pomp der Breschnew-Ära und der Tragödie des Krieges in Afghanistan.“
Der Filmregisseur formuliert diesen Punkt noch genauer: „Mich befallen hin und wieder härteste Enttäuschungen darüber, dass ich Russe bin. Das Komplizierte an der heutigen Situation ist, daß der (Sowjet)Staat vor unser aller Augen zusammenbricht, auch der russische, der uns in unseren romantischen Vorstellungen von der russischen Geschichte so lieb und teuer war. Die heutige Situation erinnert mich an ein Theater, in dem sich die Schauspieler auf der Bühne und die Zuschauer im Saal gleichermaßen quälen. So quälen sich die Russen, die Esten, die Aserbaidshaner, Armenier, Turkmenen. Die moderne politische Praxis behandelte die geistige Kultur der Nationalitäten derart hochmütig, daß sie uns alle, die wir unter einem Dach zu existieren haben, vor eine tragische Wahl gestellt hat. Das klingt grausam, doch die nationalen Probleme kann niemand auf der Welt lösen, so erscheint es mir jedenfalls. Leider zieht sich die Lösung immer mehr in die Länge, fordert zuviel Zeit. Außerdem hat der Staat mit seinen totalitären Bestrebungen die Religionen und Kirchen vernichtet, die heute weder ihren Gläubigen noch dem Staat zu Hilfe zu kommen in der Lage sind.“

## Musik im Film
Die musikalische Dimension des Filmes „Tage der Finsternis“ ist, wie in allen frühen Filmen Sokurows, äußerst wichtig und besteht aus mehreren Schichten unterschiedlicher Art, und ist nicht als klanglicher Hintergrund gedacht, sondern vielmehr als eine für Inhalt und emotionale Fülle stehende Ebene, die unentbehrlich für die Wahrnehmung des Visuellen ist. Die Musik verbindet sich organisch und sinnvoll mit dem Sichtbaren und verleiht ihm eigene, zusätzliche (quasi aus der Sicht des Autors) Bedeutung. Klanglose Bilder wirken im Film sofort wie „irdisch“, wie eine banale Chronik aus dem Leben einer vergessenen sowjetischen Provinz.
1987 wandte sich Sokurow an den jungen Petersburger Komponisten Yuri Khanons, damals noch Student des Leningrader Konservatoriums, wegen der Komposition der Filmmusik (Arbeitstitel) zu schreiben. Die Beschreibung Sokurows der Musk, wie er sie sich für diesen Film wünschte, war eher verschwommen: unter anderem, „etwas für Akkordeon“.
Das prägende musikalische Thema der „Tage der Finsternis“ ist eine schwebende, gleichsam überirdische, walzerartige Melodie mit einem seltsamen Titel (Ein einzeln genommener Kopf) – geführt von einem Akkordeon – die einen strukturierenden Bogen bildet: sie erklingt am Anfang (musikalischer Prolog des Films), in der Mitte und im Finale des Films.
Emotionale und inhaltliche Intensität der Musik sind so groß, dass jedes Visuelle sich in der Kombination mit dieser Musik in einen quasi selbständigen „Clip“ verwandelt. Vokale Fragmente wurden von dem Autor selbst aufgeführt (mit einer verzerrten Kopfstimme), was den Effekt einer grell expressionistischen Entfremdung der von Sokurow geschaffenen apokalyptischen Bildern verstärkt hat. Alle mit Khanons Musik versehene Szenen wirken stark emotional, und es ist schwer zu sagen, welches Element da die Oberhand hat: das Visuelle oder das Akustische. Man kann die Khanons Musik in diesem Film mit einer Art Filter oder Prisma vergleichen, durch welches der Zuschauer die Bilder Sokurows wahrnimmt.

„…Noch nie habe ich mit einem Komponisten so viel gearbeitet, und sein absolutes Verständnis für die konkrete Aufgabe hat mich erstaunt, genauso wie die unwahrscheinlich genauen Resultate seiner Arbeit, die immer perfekt das Ziel trafen. Alles — Orchestrierung, Arrangement, Wahl der Instrumente — wurde unglaublich genau und absolut meinem Konzept entsprechend geschaffen. Ich glaube, dass der Klang in dem Film nicht nur dafür da ist, den Zuschauer emotional zu beeinflussen, sondern vielmehr um seiner eigenen semantischen Ebene willen: das Spirituelle in dem Film findet sich in dem Klang.“

„…Seine Musik zu den ‚Tagen der Finsternis‘ wirkt auch zehn Jahre später als Erneuerung und ist — ich fürchte mich nicht, es zu sagen — genial. Yuri Khanons hat gesagt, daß er diese Musik weder zum Drehbuch schrieb, noch zu den Bildern, sondern – zu dem Gesicht Sokurows. Deswegen nannte er das erste und wichtigste Fragment ‚Ein einzel genommener Kopf‘. Der epische Pathos des Films entsteht aus diesem Fragment. Die Kamera schwebt in der Luft, durch die Kinderstimmen setzt sich ein langer Schrei durch (es ist keine Frauenstimme sonder Y.Kh. selbst) und wird still im Moment des Kollapses mit der Erde. Und Musik beginnt...“

Neben Khanons Komposition erklingen im Film auch klassische Fragmente (Barkarole aus Hoffmanns Erzählungen von Offenbach, Romanze für Klavier Op. 28 Nr. 2 Fis-Dur von Schumann) sowie populäre Lieder (russisches Volkslied Gehe ich auf die Straße, eine Version des Liedchen von Drei Ferkel) und mittelasiatische Volksmusik.

## Auszeichnungen
- Europäischer Filmpreis (Sonderpreis für beste Musik) der Europäischen Filmakademie (EFA) von 1988 an den Komponisten Juri Khanon;
- Nika-Filmpreis der Union der Kinematographen der UdSSR für die beste Klangarbeit von 1989 an Wladimir Persow;
- Juri Khanon wurde 1989 für den Nika-Filmpreis für die beste Musik nominiert;
- Der jährliche Preis der Union der Kinematographen der UdSSR (1989) für die beste Arbeit als Kameramann – Sergeij Jurisditski;
- Im Jahr 2000 wurde der Film ″Tage der Finsternis″ in die Liste der hundert besten Filme in der Geschichte des russischen Kinos aufgenommen (laut der russischen Filmkritikergilde);
- Der Film wurde auch in die 100 besten Filme des Jahrhunderts aufgenommen, die von der Europäischen Filmakademie ausgewählt wurden.